# Marca Hispanica

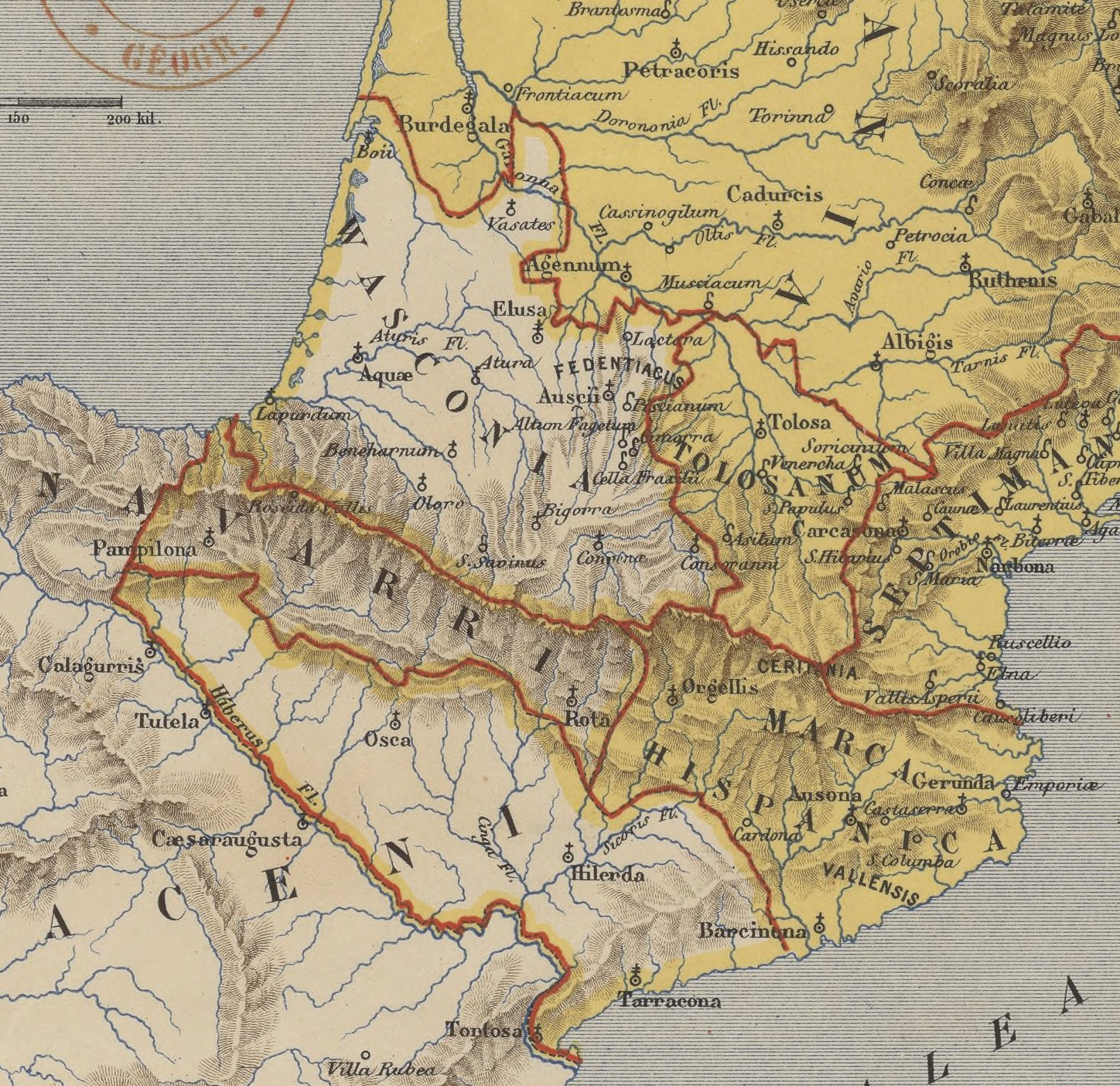
Marca Hispanica és a környező területek 806-ban

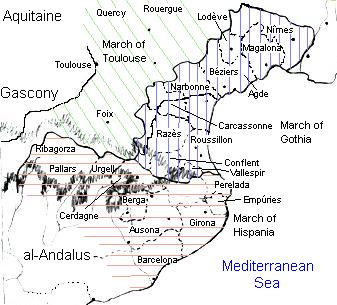
Marca Hispanica és Gothia grófságai kezdetben

Marca Hispanica a Frank Birodalom déli határterülete volt a Pireneusokban és az Ibériai-félszigeten (Katalóniában). Nagy Károly hozta létre 795-ben, hogy afféle ütközőzóna legyen birodalma és a Córdobai Emirátus között. A tartományt grófságokra tagolta.

## Történeti előzmények
Miután Kis Pipin 759-ben elfoglalta Narbonne-t és vele egész Septimaniát, a Pireneusokon átvezető utak elvesztették gazdasági-kereskedelmi jelentőségüket a mórok számára, és uralmuk a hegységben többé-kevésbé formálissá vált.
Andalusz utolsó kormányzójának legyőzése után 756-ban Abd ar-Rahmán ibn Muávija lett a Córdobai Emírség első emírje. Az Ibériai-félsziget északkeleti csücskének helyi hatalmasságai — Gerona, Barcelona és Huesca emírjei — azonban nem ismerték el főhatalmát, és Nagy Károlytól kértek segítséget. A frank uralkodó 788-ban két hadoszloppal átkelt a Pireneusokon, de a kezdeti sikerek után súlyos vereségeket szenvedett, és kénytelen volt kivonni csapatait a félszigetről. A kudarc után a Károlyt támogató ibériai keresztények tömegesen menekültek át a Pireneusoktól északra fekvő területekre, alapvetően a toulouse-i grófságba. Ennek köszönhetően a baszkokkal meglehetősen ellenséges Chorso toulouse-i gróf (vagy már herceg) 781-ben grófságába kebelezte Pallarsot és Ribagorçát. II. Lupus baszk herceg Adalrik (Odalric) nevű fia azonban 787-ben vagy 789-ben elfogta Chorsót, majd olyan megegyezést erőszakolt ki Nagy Károllyal, amelynek értelmében Károly leváltotta Chorsót tisztségéből, és helyére a királyi család egy Vilmos nevű tagját nevezte ki — ő későbbi tettei miatt szent Vilmos néven vált ismertté. A toulouse-i grófság (tehát Akvitánia) területéből kivették a vitatott Pallarsot és Ribagorçát, és ezeket Károly Marca Hispanica grófságaivá alakította.
Nagy Károly többet nem is tért vissza erre a hadszíntérre, hanem azt 785-ben fiára, Jámbor Lajosra, Akvitánia királyára hagyta. A Córdobai Emirátus azonban jelentős erőket mozgósított az északi fenyegetés ellen. 793-ban egy nagyobb mór sereg kelt át a hegyláncon. Vilmos toulouse-i gróf Carcassonne közelében vette fel a harcot a támadókkal, de legyőzték. Narbonne és  Gerona erődített városait azonban nem tudták bevenni, és kénytelenek voltak visszavonulni anélkül, hogy újra meg tudták volna vetni a lábukat Septimaniában.
Asztúriában, a félsziget keresztény államában nagyon megörültek a Frank Birodalom déli terjeszkedésének, és terveik egyeztetésére több követséget is küldtek a frankokhoz (793-ban például Toulouse-ba, 797-ben és 798-ban Nagy Károly székvárosába, Aix-la-Chapelle-be) — a közeledést azonban jelentősen gátolta az Urgeli Félix tanait követő spanyol egyház adopcionista jellege. A katalóniai front lassan, de biztosan dél felé haladt, amiben nem kis része volt annak, hogy az észak-hispániai muszlim vezetők folyamatosan lázadtak a córdobai fennhatóság ellen, és szívesen segítették a frankokat. Lajos 795-ben elfoglalta Osonát (Ausona) és Urgellt (Urgel).
796-ban Jámbor Lajos nagy sereggel kelt át a Pireneusokon. 797-ben átmenetileg frank kézre került Barcelona, Észak-Ibéria legnagyobb városa, mivel Zeid, a város kormányzója fellázadt Córdobai Emirátus ellen. 798-ban Lajos utasította a később Osonai Borrell néven ismert Borrell cerdanyai grófot, hogy addigi területeiről dél, majd délkelet felé csatolja birtokaihoz a többé-kevésbé elnéptelenedett Bergát, majd a Osonát, állítsa helyre és lássa el helyőrséggel Osona, Cardona és Casserès  felhagyott erődítményeit.
799-ben Navarra nemesei kinyilvánították, hogy elfogadják a Frank Birodalom fennhatóságát. Pamplona első grófja egy bizonyos (a neve alapján baszk) Velasco gróf lett (a grófság nem bizonyult hosszú életűnek).
799-ben a mórok visszafoglalták Barcelonát, de ezután Lajos teljes serege Vilmos toulouse-i gróf vezetésével átkelt a Pireneusokon. Főserege frankokból, akvitánokból, burgundokból és provanszálokból állt; a baszk segélyhadakat Lupus herceg, a gótokat Berà (valószínűleg Roussillon grófja) vezette. 801 elején ismét elfoglalta  a várost, ami ezután már végig keresztény kézen maradt. Nem sokkal a barcelonai siker után bevették a tőle nem messze  álló Terrassa várát is. Az elfoglalt területeken megszervezték a Barcelonai grófságot, amelynek első grófja Berà lett.
809-ben került végleg a keresztények kezére Tarragona, 811-ben Tortosa. Az Ebro egész torkolatvidékének meghódítása után betörtek Valenciába is, rákényszerítve ezzel I. al-Hakam emírt, hogy a béke fejében 812-ben elismerje addigi hódításaikat.
Károly az elfoglalt területeket 795-től grófságokká szervezte: egyeseket újonnan alakított, másokat összevont vagy új grófokat nevezett ki élükre, azokat pedig, amelyek vizigót származású grófjai időben behódoltak neki, változatlanul hagyta. Kezdetben kimondottan törekedett arra, hogy a grófok helyben ismert és tekintélyes, lehetőleg vizigót származású nemesek legyenek, de mivel az így kinevezettek rendszerint megpróbálták függetleníteni birtokaikat a Frank Birodalomtól, szakított ezzel a gyakorlattal, és a grófságok élére egyre gyakrabban megbízhatónak vélt frank nemeseket állított. A függetlenségi törekvéseket azonban nem sikerült megfékeznie; a grófságok és a birodalom konfliktusai jószerével állandósultak, majd a verduni szerződés után a déli határvidék apránként elszakadt a francia koronától.

## Marca Hispanica grófságai

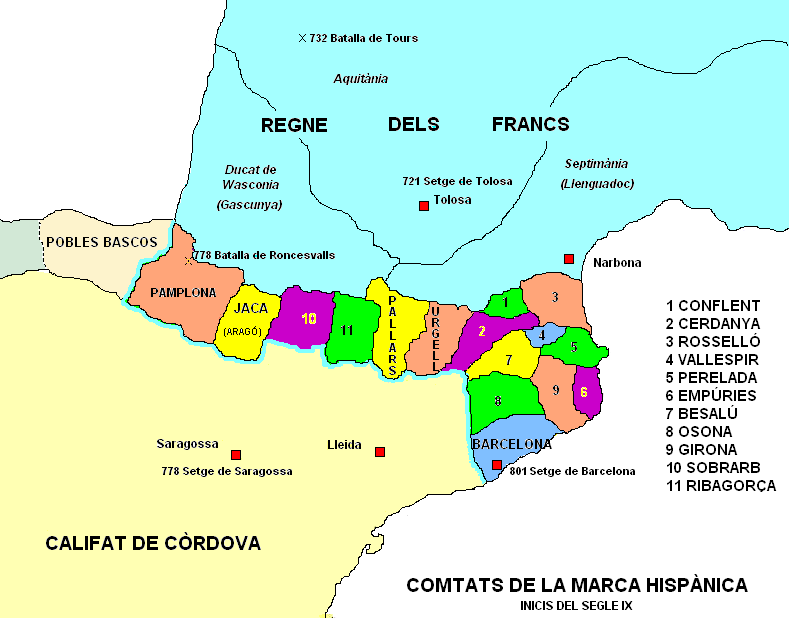
Marca Hispanica grófságai a 9. század elején

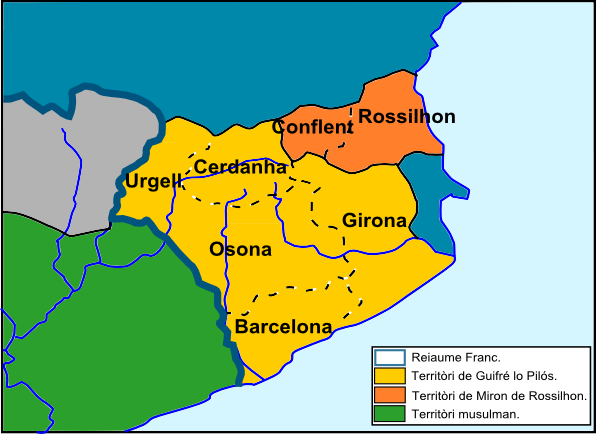
Szőrös Wilfred barcelonai gróf és I. Gausfred empúriai gróf (később herceg) birtokai a 9. század végén

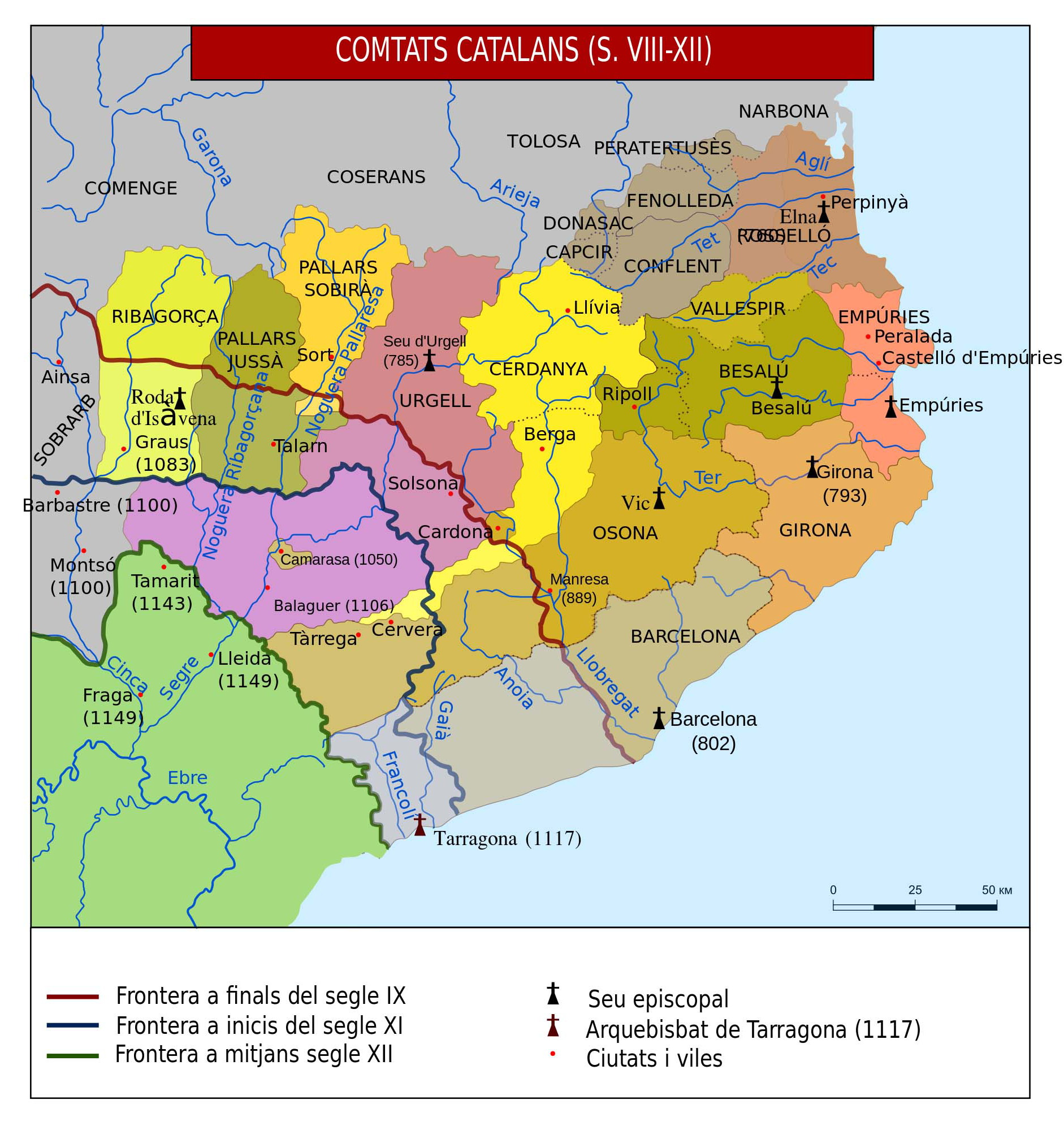
Katalónia grófságai a 8–12. században

Katalónia grófságai 1131-ben, III. (Nagy) Rajmund Berengár halálakor (a pontozott vonalon kívüli sötétzöld részek az ő hódításai)
világoszölddel utóda, IV. Rajmund Berengár barcelonai gróf hódításai

A tartományt dél és nyugat felé terjeszkedve fokozatosan egészítették ki új grófságokkal. Az első grófságok: 
- Ribagorça,
- Pallars,
- Urgell,
- Cerdanya,
- Conflent,
- Roussillon (Rossilló)
- Empúries
- Perelada,
- Vallespir,
- Besalú,
- Osona (Ausona),
- Girona,
- Osona,
- Barcelona.

Ezek nem mindegyike volt kezdetben önálló. Egy-egy grófság volt a későbbi Ribagorça és Pallars, Empúries és Perelada, Urgell és Cerdanya. Ezek akkor aprózódtak külön grófságokra, amikor a grófok szétosztották a területet örököseik között. Hasonló okokból 1011-ben Pallars grófságot tovább osztották Alsó Pallarsra (Pallars Jussà, Segur fővárossal) és Felső Pallarsra (Pallars Sobirà). 988-ban választották le Cerdanyából Berga, Besalúból pedig  Ripoll grófságot.
A későbbiek:
- Sobrarbe, székhelye Boltaña;
- Aragónia, székhelye Jaca (székhelye után és a későbbi Aragóniai Királyságtól megkülönböztetésként számos dokumentumban Jaca grófságként szerepel;
- Pamplona, székhelye Pamplona;
- Baszk grófság.

Ezek a hegyvidéki területek korábban a Baszk Hercegséghez tartoztak, de a frankok elcsatolták és Marca Hispanicába, azaz a Frank Birodalomba szervezték őket. Aragónia és Pamplona (a Baszk grófsággal) hamarosan önállósodott. Sobrarbe a 10/11. század fordulóján a sorozatos mór támadások miatt elnéptelenedett, sőt egy időre újra mór fennhatóság alá is került. Ezt a grófságot 1015-ben III. (Nagy) Sancho pamplonai király foglalta el, majd 1043-ban Aragóniával került perszonálunióba.

## Virágkora és felbomlása

Aragónia (és a Barcelonai grófság) terjeszkedése a 11–12. században

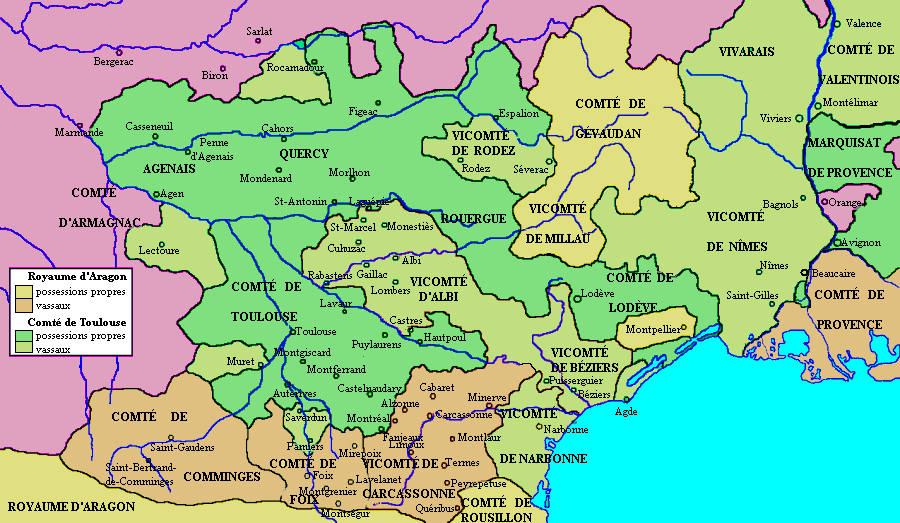
Okcitánia 1209-ben: a Toulouse-i grófság és algrófságai zölddel, Aragónia és algrófságai sárgás színekkel

826-ban meghalt Rampó barcelonai gróf, és utóda, az ifjú Septimaniai Bernát a tartomány több befolyásos ura (például Guillemó, Conflent grófja és egy bizonyos Aisso) is fellázadt. A lázadók a Barcelonai grófság, Osona és Girona nagy részét elfoglalták, bár Barcelona és Girona erődített városai kitartottak. Roda de Ter várát a felkelőknek bevették és lerombolták; Osona grófja előbb Aissó, majd Guillemó lett. Az ifjú Bernát elmenekült, hogy a császártól kérjen segítséget; rajta kívül csak néhány helybéli gót nemes támogatásában bízhatott.
Aisso tisztában volt vele, hogy önállóan nem veheti fel a harcot a Frank Birodalommal, ezért II. Abd ar-Rahmán córdobai emírhez fordult segítségért; a követséget öccse vezette. Az Ubajjád Allah néven is ismert Ubajjád Abu Marván vezette mór sereg 827 májusára érkezett meg Zaragozába. Jámbor Lajos császár Hugó tours-i grófot és Matfried orléans-i grófot bízta meg azzal, hogy szervezzenek sereget, azzal segítsék meg I. Pipin aquitániai király csapatait, és közös erővel szorítsák vissza  a mórokat. A két gróf összegyűjtötte ugyan csapatait, de addig halogatták az indulást, amíg a veszély el nem múlt. A vezérek gyávaságán felbőszült Lajos 828 februárjában mindkettejüket megfosztotta grófságától.
A mór hadak a nyáron sikertelenül ostromolták Barcelonát. Kifosztották a város környékét, majd továbbvonultak Girona ellen, amit október 10-én sikerült elfoglalniuk. Ezek után hazatértek, I. Pipin aquitániai király pedig helyreállította a korábbi állapotokat és visszahelyezte tisztségébe Septimaniai Bernátot. A lázadó vezérek elmenekültek.
A tartomány nem adminisztratív átszervezéssel, hanem fokozatosan bomlott fel. Ahogy a frank–mór határ a sorozatos konfliktusok eredményeként dél felé tolódott, úgy csökkent a grófságok határőrizeti szerepe.  I. (Szőrös) Wilfred gróf uralma (869 (870)-897) alatt a barcelonai grófság döntő befolyásra tett szert a tartomány keleti felében. A barcelonai grófság lett a későbbi Katalónia magterülete. Ezzel párhuzamosan a baszkok lakta nyugati részeket, majd a Córdobai Kalifátustól elfoglalt területeket a 11. századtól a Pamplonai grófság jogutódjaként megalakult Pamplonai Királyság, majd Aragóniával került perszonálunióba.
II. Borrell barcelonai gróf 988-ban megtagadta az adófizetést a frissen hatalomra került Capet Hugónak. Ezzel Marca Hispanica gyakorlatilag megszűnt, és Katalónia függetlenedett a frank koronától, majd idővel dinasztikusan egyesült Aragóniával. De jure ezt az állapotot csak 1258. május 11-én rögzítették, amikor is IX. (Szent) Lajos francia király és I. Jakab aragóniai király a Corbeili szerződés évszázadokra rögzítette a két királyság határát.

## Fordítás
Ez a szócikk részben vagy egészben  a   Marca Hispanica című angol Wikipédia-szócikk ezen változatának fordításán alapul.  Az eredeti cikk szerkesztőit annak laptörténete sorolja fel. Ez a jelzés csupán a megfogalmazás eredetét és a szerzői jogokat jelzi, nem szolgál a cikkben szereplő információk forrásmegjelöléseként.
Ez a szócikk részben vagy egészben  a(z)   Испанская марка című orosz Wikipédia-szócikk ezen változatának fordításán alapul.  Az eredeti cikk szerkesztőit annak laptörténete sorolja fel. Ez a jelzés csupán a megfogalmazás eredetét és a szerzői jogokat jelzi, nem szolgál a cikkben szereplő információk forrásmegjelöléseként.